# Dilution (écoépidémiologie)
Dans les domaines de l’écoépidémiologie et de l’épidémiologie et des interactions durables, la notion d’ « effet de dilution » ou « effet dilution » désigne des situations où un pathogène responsable de « maladie infectieuse et contagieuse multi-hôtes » risque moins d'être transmis à des hôtes qui y sont sensibles, quand il est dans le même temps massivement acquis par des hôtes dans lesquels il ne peut se reproduire. (L’effet opposé dit « effet d’amplification » décrit les situations où l’on aurait supposé ou démontré que le risque d’épidémie augmente avec la diversité des espèces présentes dans l’environnement).
De manière simplifiée, les modélisateurs parleront de dilution quand il y a relation négative entre la biodiversité et le risque de la maladie, et d'effet d'amplification quand la biodiversité augmente le risque de maladie.
En 2014, le constat est fait que la plupart des nouvelles maladies ou des maladies encore préoccupantes ont d’autres espèces que l’homme comme vecteur et réservoir  la plupart des études sur l’ « effet dilution » ne portent que sur le rôle de quelques espèces sauvages et sur quelques zoonoses. D’autres efforts scientifiques sont nécessaires pour comprendre l'effet de la structure et de la diversité des communautés animales sauvages et domestiques en termes écoépidémiologiques (pour la tuberculose bovine y compris).

## Enjeux
L’enjeu de cet « effet » est que là où il existe, si les hôtes secondaires régressent, les premiers risquent alors d'être plus souvent infectés. Il existe aussi des enjeux socioéconomiques, car les zoonoses sont sources de pertes très importantes pour les agriculteurs et éleveurs et les populations qui en sont victimes.
Cet effet  est souvent présenté comme l’un des services écosystémiques fournis par la biodiversité. 
S’il joue un rôle fréquent ou important, ce qui est encore discuté par certains chercheurs (et difficile à démontrer en raison du grand nombre de facteurs qui peuvent expliquer l’apparition, l’importance, et la persistance ou la récurrence d’une épidémie), il renforcerait l’hypothèse que la perte de biodiversité affectera largement la santé publique, risque qui pourrait être aggravé par le dérèglement climatique.

## Implications générales, écologiques et scientifiques
Ces implications sont encore mal cernées, mais elles sont potentiellement importantes.
Cet effet de dilution est un principe assez facile à comprendre, modéliser ou tester dans les systèmes simples et à quelques acteurs, mais il est d’interprétation plus délicate et dans la nature où un vecteur biologique (moustique, puce ou tique par exemple) peut souvent transmettre plusieurs micro-organismes pathogènes ou plusieurs variants d’un même pathogènes, et à plusieurs hôtes, qui éventuellement diffèrent selon le stade de développement du parasite) et où certains pathogènes (et/ou leurs hôtes) peuvent eux-mêmes rapidement évoluer ou co-évoluer avec leur environnement ou entre eux.
De plus d’autres facteurs (tels que la déficience immunitaire induite, l’antibiorésistance, la résistance aux pesticides, l'effondrement de la diversité génétique] chez de nombreux animaux d’élevage ou chez certaines espèces-gibier (touchées par des réempoissonnement ou relâchés d'animaux issus d'élevages), l’introduction d’espèces susceptibles de devenir envahissantes ou invasives, etc.) ont aussi des effets écoépidémiologiques qui peuvent interagir avec l’effet de dilution.
Passer des hypothèses scientifiques et de modélisations souvent simplifiantes de l’effet de dilution aux validations basées sur des expériences  en laboratoire ou en écotron, puis aux validations sur le terrain exige encore d’importants travaux de recherche.
D’un point de vue écosystémique, les hôtes du pathogène s’ils ne sont pas « compétents » en termes de reproduction ou diffusion du pathogène jouent parfois un rôle comparable à celui d’un « piège écologique » naturel pour ce pathogène, en limitant alors son extension géographique et ses impacts locaux ; ce serait par exemple le cas pour certains hôtes des borrélies qui sont responsables de plusieurs variants de la maladie de Lyme

## Implications agroéconomiques, sylvicoles, halieutiques
Elles pourraient être importantes, et peut-être expliquer certains échecs récurrents dans la prévention ou la lutte contre les épidémies.
La majorité des théories écoépidémiologiques construites des années 1990 à 2010 postulent (ou démontrent dans certains cas) que pour des maladies (zoonoses notamment) touchant des espèces sympatriques, il existe une forte influence de la diversité et de l’identité des espèces infectées ou potentiellement infectées sur le risque de diffusion (et donc de prévalence) du pathogène considéré.
De nombreux indices plaident en effet en faveur d’un « effet de dilution » au sein des espèces sauvages dans les milieux naturels ou semi-naturels. 
Et des travaux récents laissent même penser qu’il pourrait en être de même pour des animaux d'élevage.
Plusieurs études ont ainsi testé l’existence d’un « effet de dilution » sur la tuberculose bovine (BTB), maladie du bétail très courante dans une grande partie du monde et source de pertes économiques sévères ;
Sur la base des données de flambées d’épidémies de tuberculose bovine (TB) dans le bétail de 2005 à 2010 en Afrique, des chercheurs ont testé l' « effet richesse » et les « effets de l'identité des espèces » de mammifères susceptibles de contracter cette maladie.
Ils ont également testé d'autres facteurs réputés explicatifs de la persistance et/ou récurrence régionale de cette maladie chez les bovins. Ils ont conclu à  un effet de dilution, où plus la richesse en espèces d’autres  mammifères est élevée, moindre est la probabilité de persistance et récidive de la TB  (en interaction aussi avec la densité du bétail qui augmente le risque de contagion dans les troupeaux et vers d’autres espèces-réservoir : en Afrique, dans les régions où des foyers de TB ont été déclarés l’année précédente, une densité plus élevée de bétail conjointe à un taux d’occupation plus important par le buffle sauvage augmente le risque de persistance de l’épidémie.
Dans ce cas, c’est le Buffle d'Afrique qui serait à l’origine de cet effet bénéfique ; alors que la présence d’un autre bovidé le grand koudou n'a eu aucun effet sur le risque de récidive ou persistance de la TB dans les cheptels. Un effet des facteurs climatiques a aussi été détecté par l'étude, mais uniquement pour le risque de persistance de la TB. Les auteurs estiment que la compréhension et une meilleure prise en compte de ces phénomènes pourraient améliorer la pertinence et l’efficacité des stratégies de lutte contre la TB,.

## Recherche

### Modélisation
Des travaux de « modélisation dynamique » sont en cours afin de mieux comprendre l’importance écoépidémiologique respective de la densité en parasites, en hôtes, du comportement des parasites et des hôtes… dans la dilution ou l’amplification du risque d’épidémie.
Selon un de ces modèles, la diversité joue un rôle qui varie selon le comportement du vecteur principale ; elle est facteur d’amplification quand le vecteur est capable de préférer l'hôte ayant la capacité de transmission la plus élevée ; et elle est au contraire « facteur de dilution » quand le vecteur ne montre pas de préférence, ou qu’il infecte plus facilement  un hôte dont la capacité de transmission est moindre.

### Les maladies à tiques
Elles sont en forte croissance (avec notamment différents variants de la maladie de Lyme, et les encéphalites à tiques).
Des chercheurs travaillent à mieux comprendre les interactions entre les différents hôtes des tiques et des pathogènes qu’elles colportent.
Ainsi et presque paradoxalement, les cervidés nourrissent un grand nombre de tiques adultes, mais ils pourraient jouer un rôle de « dilution épidémiologique », alors que les rongeurs seraient le « réservoir » le plus actif pour l’infection des larves de tiques.
En Europe et Amérique du Nord, la dynamique de population des cervidés a été favorisée par la disparition de leurs prédateurs naturels, par des plans de chasse les favorisant et parfois par l’agrainage, l’apport de minéraux par des pierres à sel, etc. 
Le rôle des cervidés vis-à-vis des tiques et des pathogènes qu’elles transmettent évolue donc. Et il commence à être mieux compris. 
Les cervidés parfois infestés de centaines de tiques contribuent indiscutablement à les nourrir et donc à perpétuer les tiques. Mais, étant peu sensibles à la maladie (la bactérie ne se développe pas dans leur organisme), ils pourraient aussi indirectement être des « hôtes de dilution » et affaiblir le développement des borrélioses.
Diminuer le nombre de cervidés (ou les éradiquer dans les zones de foyer épidémiologiques) pourrait-il diminuer le nombre de tiques et donc le nombre de borrélies en circulation ?
L’hypothèse présentée ci-dessus, comme l’expérimentation de terrain, laissent penser que non ;  au contraire. Des chercheurs italiens et de Pennsylvanie au début des années 2000 ont testé l'hypothèse qu’une éradication locale des cervidés (perte d'un hôte de dilution) se traduirait par une augmentation ou une diminution de la densité des tiques selon l’échelle à laquelle les cervidés disparaitraient. Ils se sont pour cela appuyés 1) sur une méta-analyse des données disponibles, puis 2) sur une expérimentation de terrain. La méta-analyse a conclu que l’exclusion des grands cervidés réduit la densité de tiques en quête d’un hôte. Mais si la « mise en défens » concerne moins de 2,5 ha, la  densité de tiques est au contraire augmentée . Pour évaluer les conséquences écoépidémiologiques (risque de transmission des agents pathogènes par les tiques), l’équipe a aussi étudié in situ la densité de tiques s’alimentant sur des hôtes compétents pour la transmission des borrélies (rongeurs) dans deux petits exclos de cervidés (< 1 ha ) en les comparant avec deux sites témoins non clôturés ; il n’a pas été observé de différence significative quant au nombre de larves de tiques se nourrissant sur les rongeurs, mais les tiques au stade nymphal le plus responsable de la transmission de l'encéphalite à tiques étaient plus fréquentes dans les exclos de cerf.
Des rongeurs séropositifs pour cette encéphalite ont également été trouvés dans les zones de mise en défens de cerfs, mais pas dans les zones-témoins. Les auteurs en concluent que l’exclusion localisée de cerf (perte d'un hôte de dilution) augmente « paradoxalement » le nombre de tiques se nourrissant sur les rongeurs, ce qui pourrait être contre-productif en constituant des « hotspots à tiques vectrices ».

## Limites théoriques et conceptuelles
Les réseaux trophiques et écologiques sont d’une grande complexité et il est probable que l’effet de dilution ou d’amplification soient encore imparfaitement compris et décrits. Ils peuvent en outre parfois être contre-intuitifs.
Dans ce domaine, d’autres dimension écologiques et des phénomènes connexes, d’intérêt épidémiologiques sont aussi  à prendre en compte dont :
- l’importance des relations prédateurs-proies, plus difficile à étudier pour les grands mammifères de l’hémisphère nord, car depuis la Préhistoire, les cervidés ont perdu la plupart de leurs prédateurs naturels sur la plus grande partie de leur territoire ;
- l’importance des phénomènes d’adaptation et de co-évolution, et de leur vitesse ;
- les effets des co-infections (ex : fréquentes après une morsure de tique)
- les interactions durables (certaines parasitoses semblent ne pas se faire au détriment de l’espèce-hôte, chez la souris à pattes blanches par exemple)
- l’épigénétique, qui joue probablement un rôle dans certains cas.
- les caractéristiques propres de certains phénomènes ou contextes d’émergence (presque toutes les maladies infectieuses préoccupantes sont des maladies émergentes ou « réémergentes » et sont des zoonoses, multihôtes pour la plupart)[11] où les traits d’histoire de vie respectivement des hôtes multiples et des pathogènes pourraient avoir une importance jusqu’ici sous-estimée[11]. Les pratiques et principes de l’élevage industriel intensif (porcs, volailles, bovins principalement…) pourraient aussi jouer un rôle dans le maintien ou la diffusion de certaines épidémies.
- une espèce peut être à la fois un « cul-de-sac épidémiologique » (hôte incompétent), tout en étant un hôte de nourrissage mais aussi un prédateur souvent mortel pour la plupart de ses parasites (c’est le cas de certains lézards, par exemple pour les tiques)

### Confirmation empirique
Les études portant sur l'effet de dilution montrent que le phénomène n'est pas universel et difficile à mettre en évidence. Les études faisant solidement état d'un effet de dilution sont peu nombreuses et concernent peu de pathogènes différents. De plus une expérience sur la prévalence de Borrelia Burgdorferi chez les tiques dans un environnement où l'on enlève une espèce de lézard peu compétente pour la transmission n'ont pas validé l'effet de dilution. Enfin le concept de dilution néglige la densité de population des vecteurs : si celle-ci augmente du fait d'une augmentation de la biodiversité, l'effet de dilution ne sera pas nécessairement observé.